# Sværholthalvøen
70°46′59.858″N 26°25′59.178″Ø / 70.78329389°N 26.43310500°Ø
Sværholthalvøen er en halvø i Troms og Finnmark fylke i Norge, der ligger  mellem Porsangerfjorden i vest og Laksefjorden i øst. Halvøen er delt mellem Nordkap, Porsanger og Lebesby kommuner. 
På Sværholthalvøen ligger fuglefjeldet Sværholtklubben og Sværholt hvor tyskerne havde forsvarsanlæg under anden verdenskrig. Fuglefjeldet på Sværholtklubben er  domineret af rider. Andre ynglende arter er alke og tejst.